# Aspedalen
Aspedalen (occitansk: Aspa / era Vath d'Aspa / era Tèrra d'Aspa) er en dal på nordsiden af Pyrenæerne. Den ligger i departementet Pyrénées-Atlantiques og dermed i regionen Aquitaine .

## Geografi
Aspedalen ligger mellem Ossaudalen mod øst og Barétousdalen mod vest, og disse tre nord-syd-gående dale danner det beboede landskab i det høje Béarn. Den strækker sig næsten 40 km langs Aspefloden fra Oloron-Sainte-Marie og til Col du Somport (1662 m), hvor den spanske grænse skiller den fra den sydgående dal i provinsen Aragonien. Den allerøverste del af Aspedalen er en del af Pyrenæernes nationalpark.
Dalen er meget vildsom, og er et af de få steder, hvor den pyrenæiske stamme af brun bjørn endnu lever frit.
Den er inddelt i de 13 følgende kommuner, regnet fra nord til syd: Escot, Lourdios-Ichère, Sarrance, Bedous, Osse-en-Aspe, Aydius, Accous, Lées-Athas, Lescun, Cette-Eygun, Etsaut, Borce og Urdos.
Oven for Urdos åbner dalen sig mod provinsen Aragonien via Somportpasset. Denne overgang i Pyrenæerne har været vidne til invasioner, felttog, flygtninge, flygtninge, pilgrimme, handelsrejsende, turister... enten ad vejen eller med tog (indtil 1970). Forbindelserne med Canfrancdalenb er stadigvæk aktive og ser ud til at drage nytte af EUs dynamik. For eksempel samarbejder turiskontorerne i Aspedalen og Canfrancdalen om at beskrive et fælles turistområde.

## Sprog
Det oprindelige folkesprog i dalen er occitansk, som endnu tales af en betydelig del af befolkningen i den gaskonske dialekt.

## Historie
Via Tolosane forløber gennem dalen og danner tilslutning til pilgrimsvejen til Santiago de Compostela.
I det 19. århundrede oplevede Aspedalen en industriel opblomstring takket være det jernværk, som blev bygget i Urdos.
Aspedalen var vidne til én af de større, økologiske kampe i løbet af 1990'erne, da lokale folk ssammen med ”grønne” fra andre dele af Frankrig søgte at hindre en udbygning af Route national 134 og udførelsen af Somporttunellen.
Dalen lider under konsekvenserne af afvandringen fra landområderne. Der er nu kun ca. 2.500 indbyggere i hele dalen.

## Seværdigheder
- Aspedalens frilandsmuseum består af fire steder, der tilbyder en indføring i hyrdeerhvervet og bjerglandbrug (Lourdios og Accous), pilgrimsvejens historie (Borce) og legenden om Vor Frue af Stenen (Sarrance). Frilandsmuseet Arkiveret 9. maj 2008 hos  Wayback Machine påtager sig også opgaven at bevare fortiden og at levendegøre egnens kultur.
- Dyreparken Arkiveret 6. oktober 2016 hos  Wayback Machine i Borce holder både Pyrenæsernes vilde dyr og husdyr i halvvejs frihed. Man bør også se landsbyen Borce for dens huse med middelalderligt præg.
- Kedeldalen ved Lescun er omkranset af de berømte Ansabère-tinder.
- Maste-vejen er skåret ud af den samme klippe. Den blev bygget i midten af det 18. århundrede, for at man kunne udnytte skoven ved Pacq oven for Etsaut. De stammer, man hentede ud af denne skov, skulle bruges som skibsmaster. De fremtidige master blev transporteret ud ved fløtning. Hvert år i midten af maj genskaber sammenslutningen af tømmerfløtere i Aspe- og Olorondalene og frilandsmuseet tømmerflåderne og fløtningen.
- Fortet i Portalet blev købt i en tilstand af forfald af Aspedalens kommuner i 1999, og det blev udnævnt til mindesmærke den 30. novembre 2005. Restaureringen har været i gang siden 2006.
- Copendalen (9 ha) er et af de beskyttede naturområder i Pyrenæerne.
- Fester og festivaler: Selv om dalen er tyndt befolket, er den rig på fællesarrangementer. Blandt disse kan nævnes:
  - Festivalen for kunsthåndværk, natur, fortællinger og musik, Phonies Bergères Arkiveret 27. marts 2010 hos  Wayback Machine som afholdes den sidste weekend i maj
  - Bjergvandingen til Lourdios-Ichère
  - Ostefesten i Etsaut.

## Eksterne links
- Aspe-Canfranc, fælles netsted (fransk)
- Fællesadgang til kommunerne i Béarn Arkiveret 29. januar 2008 hos  Wayback Machine (fransk)
- Veje til Santiago de Compostela gennem Aspedalen (fransk)
- Somporttunellen og Aspedalen Arkiveret 17. januar 2008 hos  Wayback Machine (fransk)

43°00′N 0°36′V / 43°N 0.6°V